# Enrico Toselli

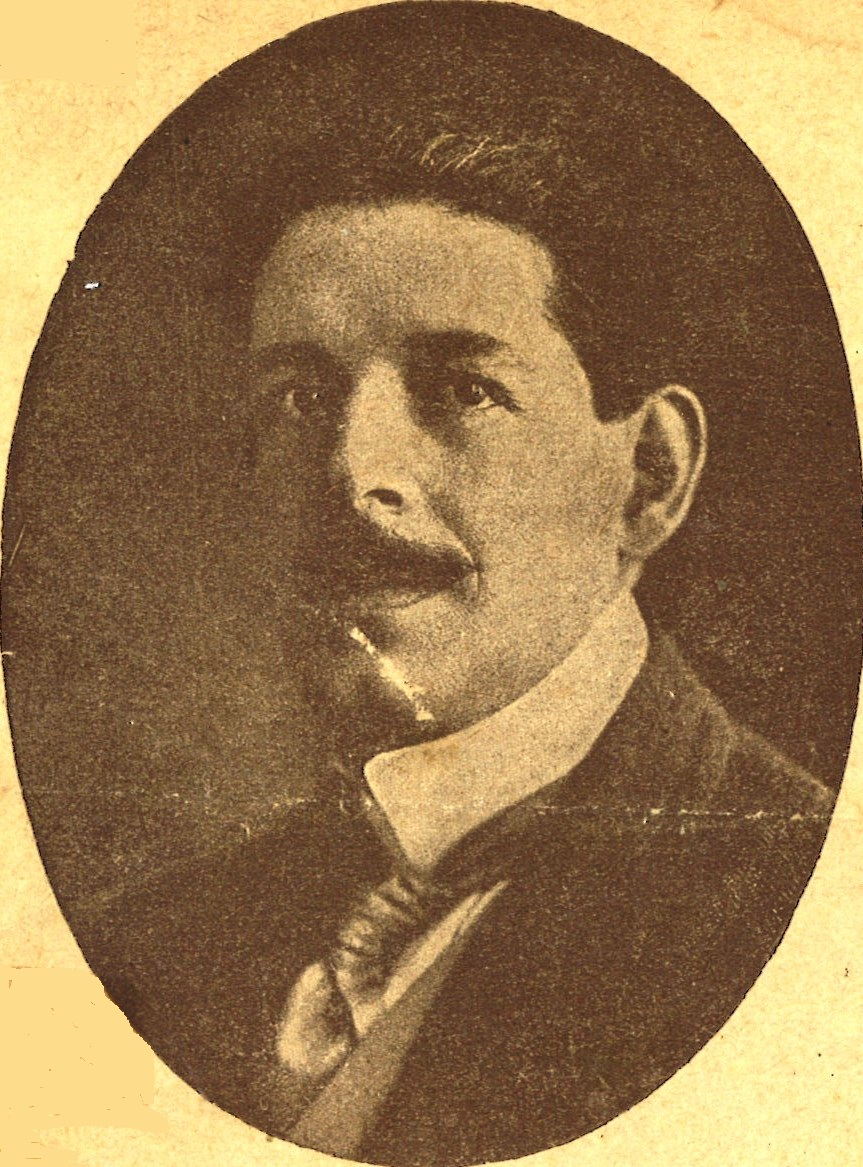
Enrico Toselli

Enrico Toselli (Florence, 13 maart 1883 - aldaar, 15 januari 1926) was een Italiaans componist en virtuoos pianist. 
Toselli maakte als pianist vele reizen door Europa en de Verenigde Staten. Van zijn composities werd Serenata, dat hij oorspronkelijk schreef voor piano en viool, een ware wereldhit. Zijn grootste faam heeft hij evenwel te danken aan de liefdesaffaire die hij had met de Saksische kroonprinses Louise. Zij verliet voor hem zelfs haar man, de laatste Saksische koning, Frederik August en hun zes kinderen. In 1907 trouwde Toselli met de dertien jaar oudere prinses. Het paar kreeg op 7 mei 1908 ook nog een kind voordat het huwelijk na vijf jaar strandde: Carlo Emanuele Toselli.
- Bibsys: 37173
- Biblioteca Nacional de España: XX1059105
- Bibliothèque nationale de France: cb13900515j (data)
- Catàleg d'autoritats de noms i títols de Catalunya: 981058570341706706
- CiNii: DA10769297
- Gemeinsame Normdatei: 121673936
- International Standard Name Identifier: 0000 0001 1019 8127
- Library of Congress Control Number: n79044363
- Nationale Bibliotheek van Letland: 000041449
- MusicBrainz: a3856768-44f6-4209-a8c4-4d70adff516d
- Bibliotheek van het Japanse parlement: 00901839
- Nationale Bibliotheek van Tsjechië: jn19990008579
- Nationale bibliotheek van Australië: 49283939
- Nationale Bibliotheek van Israël: 987007330525105171
- Nationale en Universitaire bibliotheek Zagreb: 000122055
- Nederlandse Thesaurus van Auteursnamen: 071537155
- Réseau des bibliothèques de Suisse occidentale: 02-A003906674
- Istituto Centrale per il Catalogo Unico: LO1V084068
- SNAC: w6xm272z
- Système universitaire de documentation: 146690265
- Trove: 1489954
- Virtual International Authority File: 197820
- WorldCat: E39PBJmxT8WPxhvD4fyjbJpgKd